# Delturinae
Sous-famille
Les Delturinae sont une sous-famille de poissons-chats (ordre des Siluriformes) de la famille des Loricariidae.
Cette sous-famille regroupe deux genres, Delturus et Hemipsilichthys. Ces poissons sont très proches des autres loricariidés, à l'exception des espèces du genre Lithogenes.

## Description
Les membres de la sous-famille des Delturinae peuvent être séparés des autres loricariidés par la présence d'une crête postdorsale composée de longues arêtes médianes, de plaques impaires et d'une nageoire adipeuse.
Le genre Hemipsilichthys se distingue du genre Delturus par l'absence de plaques antérieures de l'arête entrant en contact avec les plaques de la partie latérale (les juvéniles du genre Delturus ont également cette particularité) et par une forme rectangulaire.

## Répartition
Les Delturinae se rencontrent exclusivement dans le sud-est du bouclier brésilien.

## Liste des espèces
Selon le Catalog of Fishes (mars 2020), la sous-famille des Delturinae compte 7 espèces :
- genre Delturus
  - Delturus angulicauda (Steindachner, 1877)
  - Delturus brevis Reis & Pereira, 2006
  - Delturus carinotus (La Monte, 1933)
  - Delturus parahybae Eigenmann & Eigenmann, 1889
- genre Hemipsilichthys
  - Hemipsilichthys gobio (Lütken, 1874)
  - Hemipsilichthys nimius Pereira, Reis, Souza & Lazzarotto, 2003
  - Hemipsilichthys papillatus Oliveira & Oyakawa, 2000

Un grand nombre d'espèces historiquement décrites dans le genre Hemipsilichthys sont désormais placées dans le genre Pareiorhaphis Miranda-Ribeiro, 1918.